# Melaspilea proximella
Melaspilea proximella är en lavart som först beskrevs av och som fick sitt nu gällande namn av William Nylander. 
Melaspilea proximella ingår i släktet Melaspilea och familjen Melaspileaceae. Arten är reproducerande i Sverige.